# William Galison
William Galison, nacido el 19 de febrero de 1958, Nueva York, es un músico de jazz de Estados Unidos, y aunque toca varios instrumentos, es sobre todo conocido como armonicista. También es cantante y compositor.

## Biografía
Comenzó estudios de piano, pero a los ocho años decidió cambiarse a la guitarra inspirado por los Beatles. Adquirió amor por el jazz durante la instrucción secundaria, asistiendo posteriormente al Berklee College of Music de Boston. Decidió cambiarse a la armónica porque "era uno de los millones de guitarristas que había en Berklee" y le resultó sencillo. Se convirtió en el único armonicista de Berklee. Entere los modelos de la época en los que se fijó estaban Toots Thielemans y Stevie Wonder.
Tras estudiar en Berklee, continuó en la Universidad Wesleyana en Connecticut, regresando posteriormente a Nueva York en 1982. Rápidamente desarrolló una buena reputación como cantante, compositor e instrumentista.
Solía tocar en varios establecimientos de Nueva York como The Village Gate, The Blue Note y el Lone Star Cafe con legendarios músicos de jazz como Jaco Pastorius y Jaki Byard. También tocó con su propio grupo en el Café Preachers, en el Greenwich Village.

## Colaboraciones
Galison ha trabajado con diversos artistas, entre los que se encuentran: Carly Simon, Sting, Barbra Streisand, Peggy Lee, Chaka Khan y Astrud Gilberto. Ha actuado en la "Suite para armónica y orquesta" de Gordon Jacob. Talmbién ha actuado en el musical de Broadway Big River. También ha grabado bandas sonoras de películas, la más destacadas han sido las nominadas a los premios Oscar por The Untouchables y Bagdad Café. Su armónica también se puede escuchar en el téma de Sesame Street ("a great honor") y en incontables commerciales. También aparece en otras series de televisión como Oz y Saturday Night Live.
Ha sido descrito por uno de los músicos que más han influido en él, Toots Thielmans, como "el más original e individual de una nueva generación de músicos de la armónica".
Ha contribuido en los siguientes álbumes:
- Anna Maria Jopek - Bosa / Barefoot
- Christy Baron - Steppin'
- Ruth Brown - Songs Of My Life
- Kathie Lee Gifford - Born For You
- John Gorka - Temporary Road
- Deborah Henson-Conant - Talking Hands
- Chaka Khan - Woman I Am
- Peggy Lee - Peggy Lee Songbook
- Maureen McGovern - Baby I'm Yours
- Bob McGrath - Sing Me A Story
- Ivan Neville - Thanks
- Craig Peyton - Tropical Escape
- Craig Peyton - Web
- Ruben Rada - Montevideo
- Jon Secada - Amor
- Louise Taylor - Ride
- Tony Terry - Tony Terry
- Dar Williams - End Of Summer
- Dar Williams - Mortal City
- Soundtrack - Bagdad Café
- Soundtrack - Bean
- Soundtrack - Crooklyn
- Soundtrack - Prelude To A Kiss
- Soundtrack - Tremors
- Soundtrack - The Truth about Cats and Dogs
- Soundtrack - The Untouchables
- Soundtrack - Way West
- Various Artists - Carols Of Christmas
- Various Artists - Red, Hot & Rio

## Discografía
- 1988: Overjoyed (Polygram)
- 1997: Midnight Sun (Eclipse Collage)
- 2000: Waking Up With You (JVC)
- 2001: Love Letters (with Janet Seidel) (La Brava Music)
- 2004: Got You on My Mind (Wake Up Music)[4]